# Karczówka
Karczówka [pronunciación en polaco: /karˈt͡ʂufka/] (en alemán: Kalkreuth) es un pueblo ubicado en el distrito administrativo de Gmina Brzeźnica, dentro del Distrito de Żagań, Voivodato de Lubusz, en Polonia occidental. Se encuentra aproximadamente a 4 kilómetros al suroeste de Brzeźnica, a 9 kilómetros al noreste de Żagań, y a 30 kilómetros al sur de Zielona Góra.
Antes de 1945, el área fue parte de Alemania.
El pueblo tiene una población de 149 habitantes.